# Bristol City F.C.
Câu lạc bộ bóng đá Bristol City là câu lạc bộ bóng đá thuộc thành phố Bristol của nước Anh. Họ chơi trên sân vận động Ashton Gate nằm ở phía tây nam thành phố. Hiện tại đội bóng đang chơi ở giải League One (hạng nhì Anh).
Biệt danh của CLB là "The Robins", với hình một chiến binh robin nằm trên huy hiệu của CLB giai đoạn 1976-1994.

## Lịch sử

### Những năm đầu và những thành công đầu tiên (1897–1911)

Chart of yearly table positions of Bristol City in the Football League.

CLB được thành lập năm 1894 với tên gọi Bristol South End và đổi tên thành Bristol City theo phong cách chuyên nghiệp 3 năm sau đó khi họ được thi đấu ở Southern League. Kết thúc ở vị trí thứ 2 ở 3 trong 4 mùa giải đầu tiên, năm 1900 CLB hợp với kình địch ở Southern League là Bedminster, đội bóng thành lập với tên gọi Southville năm 1887. City tham gia vào Football League năm 1901 khi họ chỉ là CLB thứ 3 ở miền nam Birmimgham (theo chân của Woolwich Arsenal và Luton Town) tham gia giải đấu này. Trận đấu đầu tiên của họ ở Football League diễn ra ngày 7 tháng 9 năm 1901 ở Bloomfield Road, nơi Blackpool bị đánh bại với tỉ số 2–0.
Vô địch Second Division Championship với số điểm kỉ lục khi họ trở thành CLB đầu tiên trong lịch sử Football League thắng 30 trận, ngang bằng với Manchester United mùa giải trước với 14 trận thắng liên tiếp (cho đến ngày nay vẫn là một kỉ lục, và cũng được thiết lập bởi Preston mùa giải 1950–51). Khi đó họ có biệt danh Bristol Babe, họ kết thúc với vị trí thứ 2 trong mùa giải đầu tiên ở First Division (đội bóng phía nam duy nhât kết thúc ở top 2 trước Thế chiến thứ 1). Ba năm sau họ vào đến chung kết FA Cup lần duy nhất, mặc dù họ rất may mắn khi vượt qua Derby County ở Stamford Bridge. Không may, điều tương tự đã không xảy ra trong trận chung kết ở Crystal Palace (bây giờ là National Sports Centre) khi Manchester United giành chiến thắng 1–0. Sau 5 mùa giải thành công, cho dù với chiến thắng 1–0 với Newcastle đầu mùa giải 1910–11, thất bại khi đánh bại Everton trong trận cuối cùng của mùa giải đã khiến cho City nếm trải lần đầu xuống hạng và 65 sau đó họ mới trở lại với giải đấu cao nhất.

## Lịch sử cấp độ mùa giải
- 1901–06: Football League Second Division
- 1906–11: Football League First Division
- 1911–22: Football League Second Division
- 1922–23: Football League Third Division
- 1923–24: Football League Second Division
- 1924–27: Football League Third Division
- 1927–32: Football League Second Division
- 1932–55: Football League Third Division
- 1955–60: Football League Second Division
- 1960–65: Football League Third Division
- 1965–76: Football League Second Division
- 1976–80: Football League First Division
- 1980–84: Football League Second Division
- 1984–90: Football League Third Division
- 1990–94: Football League Second Division
- 1994–95: Football League First Division
- 1995–98: Football League Second Division
- 1998–99: Football League First Division
- 1999–07: Football League Second Division
- 2007–13: Football League First Division
- 2013–nay: Football League Second Division

## Các danh hiệu
- Á quân The Football League (Premier League): 1906–07
- Vô địch Second Division (Football League Championship): 1905–06
- Á quân Second Division (Football League Championship): 1975–76
- Vô địch Third Division (Football League One): 1922–23, 1926–27, 1954–55
- Á quân Third Division (Football League One): 1964–65, 1989–90, 1997–98, 2006–07
- Á quân FA Cup: 1908–09
- Vô địch Football League Trophy: 1985–86, 2002–03
- Á quân Football League Trophy: 1986–87, 1999–00
- Vô địch Welsh Cup: 1933–34
- Vô địch Anglo-Scottish Cup: 1977–78

## Các giải thưởng

### Cầu thủ của mùa giải
| Năm     | Cầu thủ          | Vị trí     |
| ------- | ---------------- | ---------- |
| 1970–71 | Gerry Sharpe     | Striker    |
| 1971–72 | Geoff Merrick    | Hậu vệ     |
| 1972–73 | John Emanuel     | Midfielder |
| 1973–74 | Gerry Gow        | Midfielder |
| 1974–75 | Gary Collier     | Hậu vệ     |
| 1975–76 | Gary Collier     | Midfielder |
| 1976–77 | Norman Hunter    | Hậu vệ     |
| 1977–78 | Norman Hunter    | Hậu vệ     |
| 1978–79 | Gerry Gow        | Midfielder |
| 1979–80 | Geoff Merrick    | Hậu vệ     |
| 1980–82 | Kevin Mabbutt    | Striker    |
| 1982–83 | Glyn Riley       | Striker    |
| 1983–84 | Howard Pritchard | Midfielder |
| 1984–85 | Alan Walsh       | Striker    |
| 1985–86 | Bobby Hutchinson | Midfielder |
| 1986–87 | Rob Newman       | Hậu vệ     |
| 1987–88 | Alan Walsh       | Striker    |
| 1988–89 | Keith Waugh      | Thủ môn    |
| 1989–90 | Bob Taylor       | Striker    |
| 1990–91 | Andy Llewellyn   | Hậu vệ     |
| 1991–92 | Martin Scott     | Hậu vệ     |
| 1992–93 | Keith Welch      | Thủ môn    |
| 1993–94 | Wayne Allison    | Striker    |
| 1994–95 | Matt Bryant      | Hậu vệ     |
| 1995–96 | Martin Kuhl      | Midfielder |
| 1996–97 | Shaun Taylor     | Hậu vệ     |
| 2004–05 | Leroy Lita       | Striker    |
| 2005–06 | Steve Brooker    | Striker    |
| 2006–07 | Jamie Mcombe     | Hậu vệ     |
| 2007–08 | Adriano Basso    | Thủ môn    |
| 2008–09 | Dele Adebola     | Striker    |
| 2009–10 | Cole Skuse       | Tiền vệ    |
| 2010–11 | Albert Adomah    | Tiền vệ    |
| 2011–12 | Jon Stead        | Striker    |
| 2012–13 | Tom Heaton       | Goalkeeper |
| 2013–14 | Sam Baldock      | Striker    |

Nguồn của các nhà vô địch những năm 1970:

### Vua phá lưới cấp độ mùa giải
| Năm     | Vô địch        | Số lần ra sân | Số lần dự bị | Số bàn thắng |
| ------- | -------------- | ------------- | ------------ | ------------ |
| 2004–05 | Leroy Lita     | 42            | 2            | 24           |
| 2005–06 | Steve Brooker  | 34            | 3            | 16           |
| 2006–07 | Phil Jevons    | 31            | 10           | 11           |
| 2007–08 | Darren Byfield | 17            | 16           | 8            |
| 2008–09 | Nicky Maynard  | 34            | 9            | 11           |
| 2009–10 | Nicky Maynard  | 40            | 2            | 20           |
| 2010–11 | Brett Pitman   | 21            | 18           | 13           |
| 2011–12 | Nicky Maynard  | 26            | 1            | 8            |
| 2012–13 | Steve Davies   | 29            | 8            | 13           |
| 2013–14 | Sam Baldock    | 44            | 1            | 24           |

## Màu sắc, huy hiệu, linh vật và bài hát truyền thống

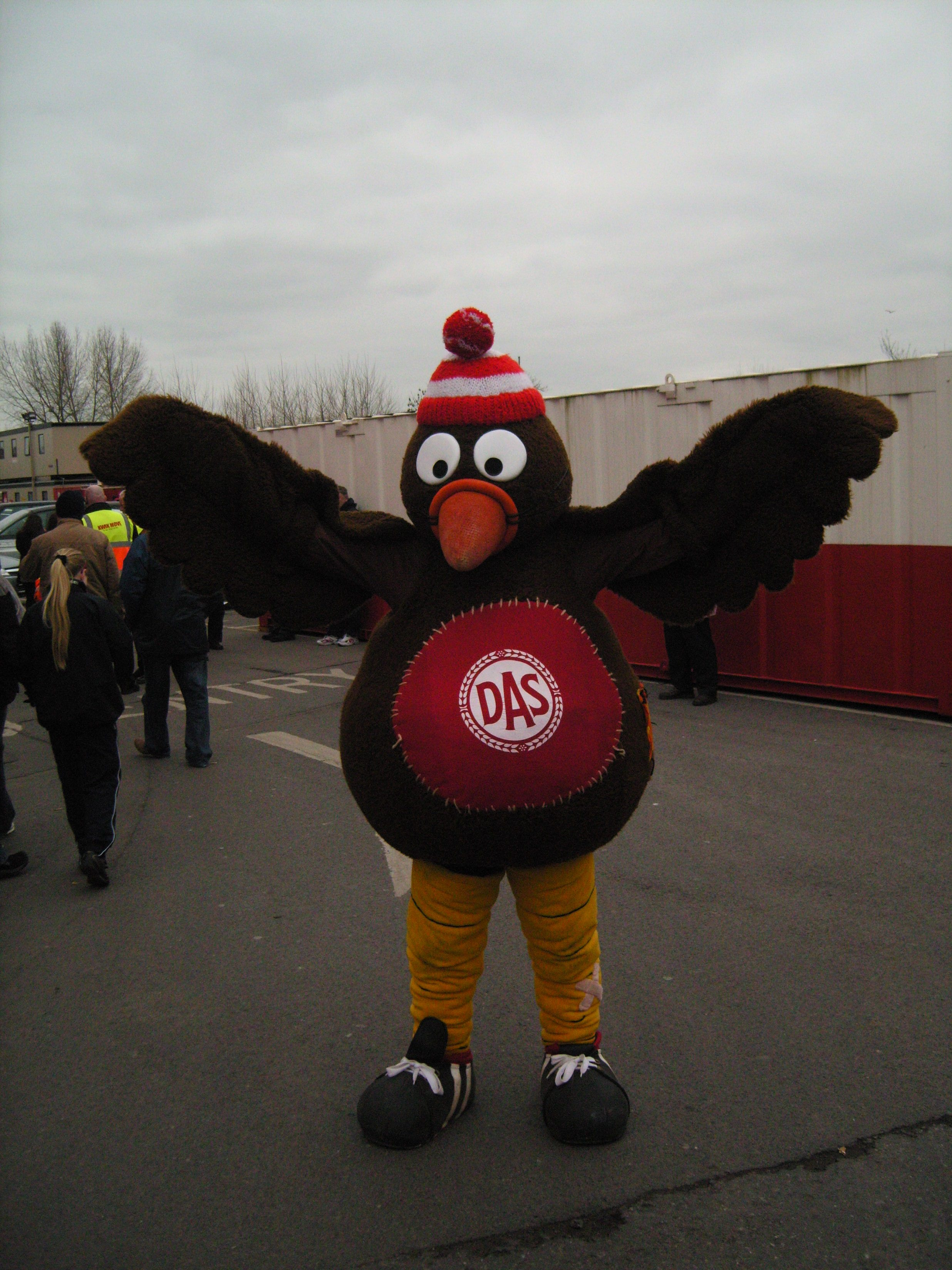
Scrumpy, linh vật của Bristol City FC

Bristol City thi đấu trong trang phục đỏ và trắng kể từ những năm 1890, thỉnh thoảng cũng có màu đen.
- Huy hiệu của CLB là phiên bản đơn giản của phù hiệu của thành phố Bristol.
- Linh vật của CLB là Scrumpy the Robin từ năm 2005.[5]
- Bài hát truyền thống của CLB là One for the Bristol City sáng tác bởi The Wurzels. Phát hành lần đầu năm 1976, nó là giai điệu luôn được phát ra mỗi khi đội nhà ra sân. Bản thu âm mới của bài hát đạt con số 66 trên bản đồ UK vào tháng 9 năm 2007.[6]

## Các nhà tài trợ áo đấu
| Giai đoạn | Nhà cung cấp áo đấu | Nhà tài trợ áo đấu                                     |
| --------- | ------------------- | ------------------------------------------------------ |
| 1976–1981 | Umbro               | Hire                                                   |
| 1981–1982 | Coffer Sports       | Hire                                                   |
| 1982–1983 | Lynx                | Hire                                                   |
| 1983–1990 | Bukta               | Thorn Security                                         |
| 1990–1992 | Bukta               | Thorn Security                                         |
| 1992–1993 | Bukta               | Thorn Security                                         |
| 1993–1994 | Bukta               | Dry Blackthorn Cider                                   |
| 1994–1996 | Bukta               | Auto Windscreens                                       |
| 1996–1997 | Lotto               | Sanderson                                              |
| 1997–1998 | Lotto               | Sanderson                                              |
| 1998–1999 | Uhlsport            | Sanderson                                              |
| 1999–2000 | Uhlsport            | DAS                                                    |
| 2000–2001 | Admiral             | DAS                                                    |
| 2001–2002 | Admiral             | DAS                                                    |
| 2002–2003 | TFG Sports          | DAS                                                    |
| 2003–2004 | TFG Sports          | DAS                                                    |
| 2004–2005 | TFG Sports          | DAS                                                    |
| 2005–2006 | TFG Sports          | Bristol Trade Centre                                   |
| 2006–2007 | Puma                | Bristol Trade Centre                                   |
| 2007–2008 | Puma                | Bristol Trade Centre                                   |
| 2008–2009 | Puma                | DAS                                                    |
| 2009–2010 | Puma                | DAS                                                    |
| 2010–2011 | Adidas              | DAS                                                    |
| 2011–2012 | Adidas              | RSG (sân nhà) Bristol City Community Trust (sân khách) |
| 2012–2014 | Adidas              | Blackthorn                                             |
| 2014–nay  | Bristol Sport       | RSG                                                    |

## Đội hình hiện tại
Số liệu tính đến ngày 22 tháng 8 năm 2014

Ghi chú: Quốc kỳ chỉ đội tuyển quốc gia được xác định rõ trong điều lệ tư cách FIFA. Các cầu thủ có thể giữ hơn một quốc tịch ngoài FIFA.
| Số | VT | Quốc gia | Cầu thủ               |
| -- | -- | -------- | --------------------- |
| 1  | TM | Scotland | Green Roberts Pierson |
| 2  | HV | Hàn Quốc | Park Ku Seong         |
| 3  | HV | Gambia   | Pusa Jamein           |
| 4  | HV | Jamaica  | Belizer Bolton        |
| 5  | HV | Pháp     | Jack Roland           |
| 6  | HV | Somalia  | Muhammad Adama Kinto  |
| 7  | TV | Canada   | Ferroy Lane           |
| 8  | TV | Colombia | Gilles Morelia        |
| 10 | TĐ | Hoa Kỳ   | Christian Hoang       |
| 11 | TV | Nga      | Roman Arsamonikov     |
| 13 | TM | Gambia   | Chris Basa Boke       |

| Số | VT | Quốc gia    | Cầu thủ           |
| -- | -- | ----------- | ----------------- |
| 14 | TV | Hoa Kỳ      | Joe Rahman        |
| 15 | TV | Scotland    | Ben Roward        |
| 16 | TV | Bờ Biển Ngà | Peter Komane      |
| 17 | HV | Liban       | Fabine Borucca    |
| 18 | TĐ | Hoa Kỳ      | Glenn Johnson     |
| 19 | TĐ | Pháp        | Billant Canrer    |
| 20 | TĐ | Iceland     | Relars Bokolarson |
| 21 | TV | Hoa Kỳ      | Glenn Murray      |
| 22 | HV | Somalia     | Adama Mulumbu     |
| 23 | TV | Hoa Kỳ      | Erik Bonbacar     |

## Lịch sử cầm quân
| Tên               | Giai đoạn |
| ----------------- | --------- |
| Sam Hollis        | 1897–1899 |
| Robert Campbell   | 1899–1901 |
| Sam Hollis        | 1901–1905 |
| Harry Thickett    | 1905–1910 |
| Frank Bacon       | 1910–1911 |
| Sam Hollis        | 1911–1913 |
| George Hedley     | 1913–1917 |
| Jock Hamilton     | 1917–1919 |
| Joe Palmer        | 1919–1921 |
| Alex Raisbeck     | 1921–1929 |
| Joe Bradshaw      | 1929–1932 |
| Bob Hewison       | 1932–1949 |
| Bob Wright        | 1949–1950 |
| Pat Beasley       | 1950–1958 |
| Peter Doherty     | 1958–1960 |
| Fred Ford         | 1960–1967 |
| Alan Dicks        | 1967–1980 |
| Bobby Houghton    | 1980–1982 |
| Roy Hodgson       | 1982–1983 |
| Terry Cooper      | 1983–1988 |
| Joe Jordan        | 1988–1990 |
| Jimmy Lumsden     | 1990–1992 |
| Denis Smith       | 1992–1993 |
| Russell Osman     | 1993–1994 |
| Joe Jordan        | 1994–1997 |
| John Ward         | 1997–1998 |
| Benny Lennartsson | 1998–1999 |
| Tony Pulis        | 1999–2000 |
| Tony Fawthrop     | 2000–2001 |
| Danny Wilson      | 2001–2004 |
| Brian Tinnion     | 2004–2005 |
| Gary Johnson      | 2005–2010 |
| Steve Coppell     | 2010–2011 |
| Keith Millen      | 2011–2012 |
| Derek McInnes     | 2012–2013 |
| Sean O'Driscoll   | 2013–2014 |
| Steve Cotterill   | 2014–     |

## Sân vận động
Bristol City thi đấu ở sân vận động Ashton Gate phía tây nam của Bristol, nằm ở phía nam của sông Avon, kể từ khi chuyển từ St John's Lane năm 1904. Sân có sức chứa khoảng 27000, với sức chứa hiệu quả (phụ thuộc vào số vé sân khách được phân phát và cách họ tách riêng như thế nào) là khoảng 19,100. Đó từng là sân nhà của Bedminster cho đến năm 1900, và đội bóng hợp nhất chơi một vài trận ở đó vào mùa giải tiếp theo, nhưng nó không phải là sân nhà vĩnh viễn của Bristol City cho đến năm 1904.
Trong quá khứ có nhiều kế hoạch đã được tiến hành để mở rộng cho sân Ashton Gate. Cũng có những đề nghị xây dựng một sân vận động 36,000 chỗ ngồi ở Hengrove Park. Nhưng nó đã bị bác bỏ trong cuộc trưng cầu dân ý tháng 12 năm 2000. Năm 2002, chính quyền địa phương tìm kiếm địa điểm thích hợp cho sân vận động mới 40,000 chỗ ngồi mà sẽ là sân nhà của cả City, Rovers và Bristol Rugby, nhưng kế hoạch đó đã bị loại bỏ và được công nhận một cách rộng rãi là đa số cổ động viên của các CLB trên không đồng ý với việc này. Sức chứa hiện tại của Ashton Gate thuộc mức trung bình cho các sân của Championship, tuy nhiên tháng 11 năm 2007 CLB thông báo về kế hoạch xây một sân vận động 30,000 chỗ ngồi cho sân vận động ở Ashton Vale, ngoài ra kế hoạch tăng sức chứa lên 42,000 để thầu cho sự kiện World Cup ở Anh năm 2018 cũng thành công.

### Thư viện ảnh

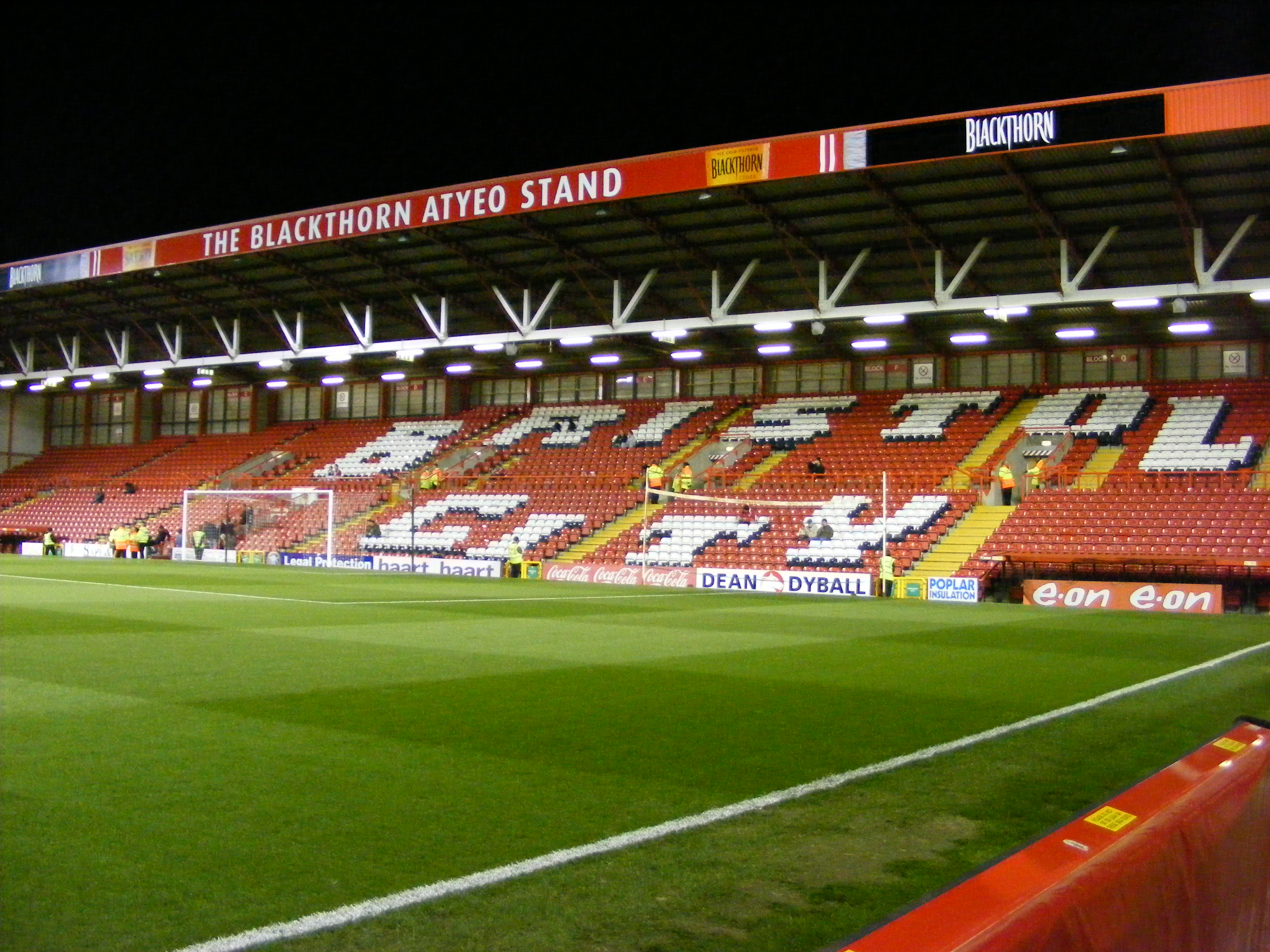
Trạm Atyeo
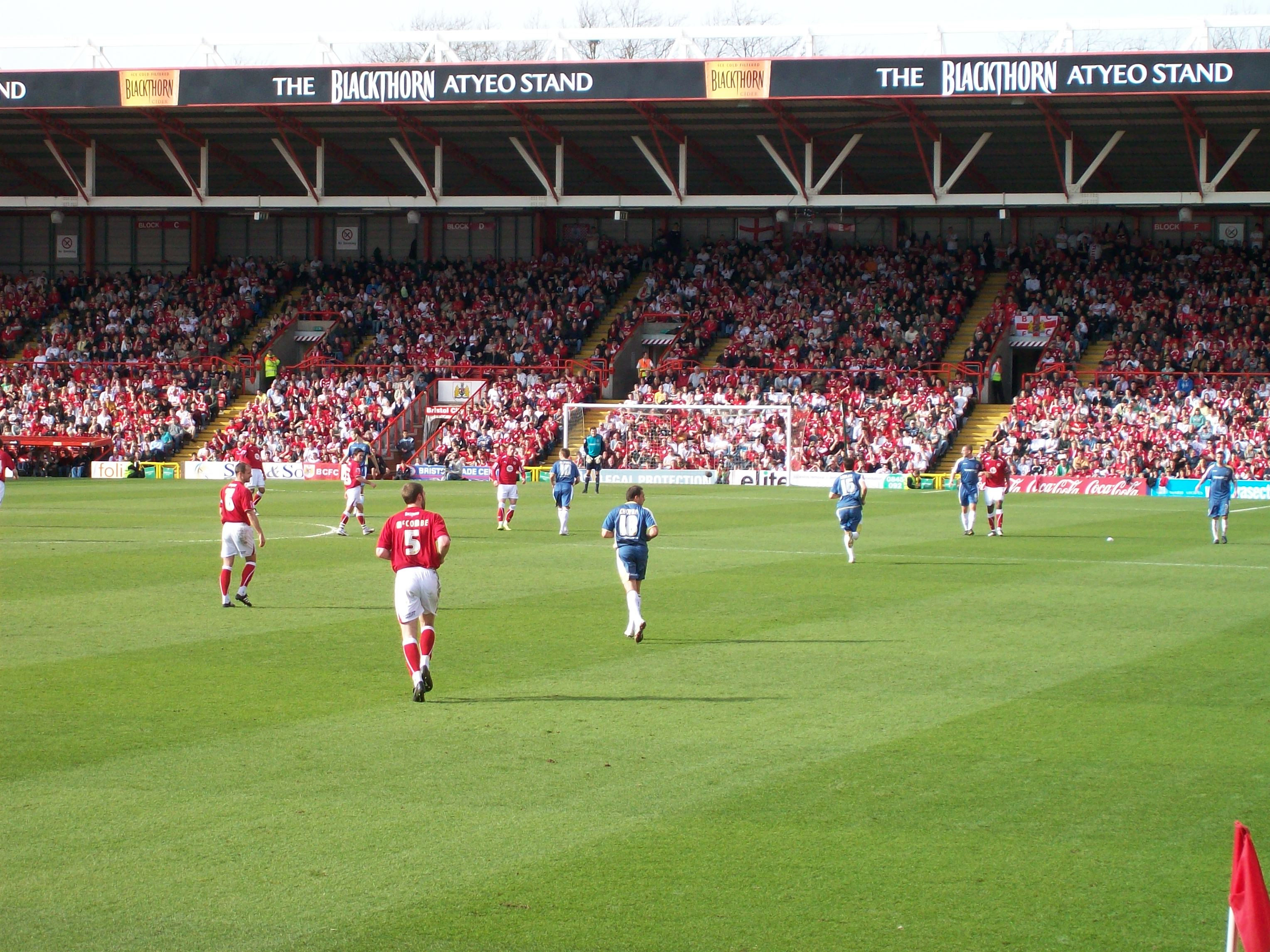
Bristol City v. Cardiff City – ngày 15 tháng 3 năm 2009
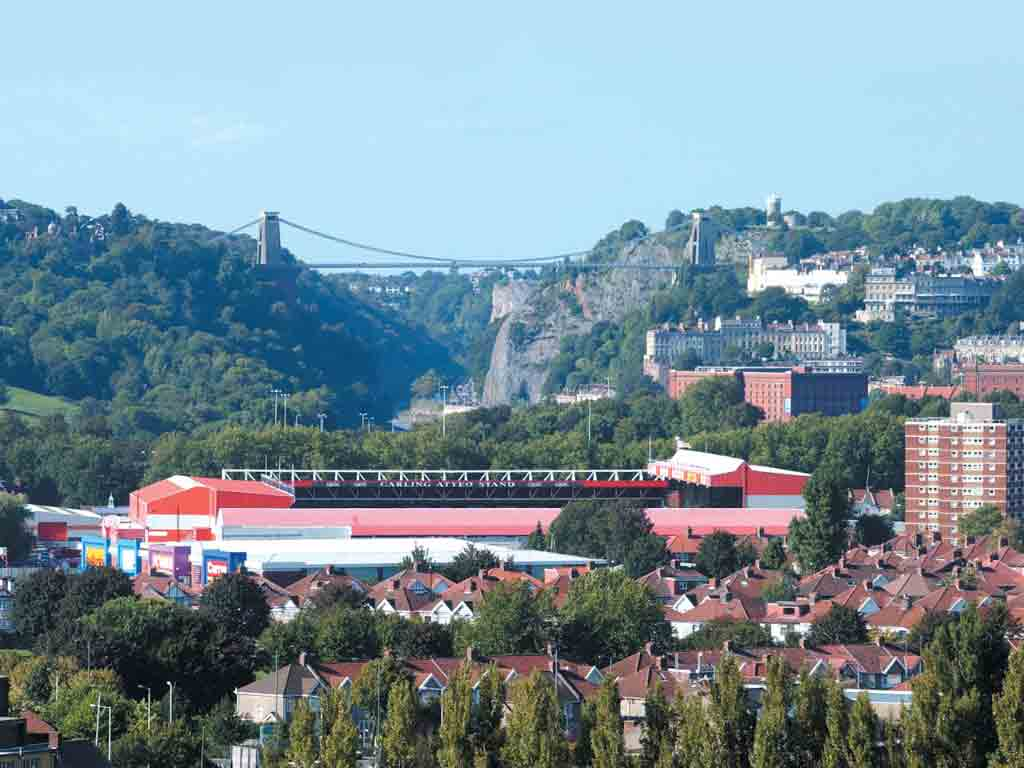
Cổng Ashton với cầu treo Clifton ở phía sau
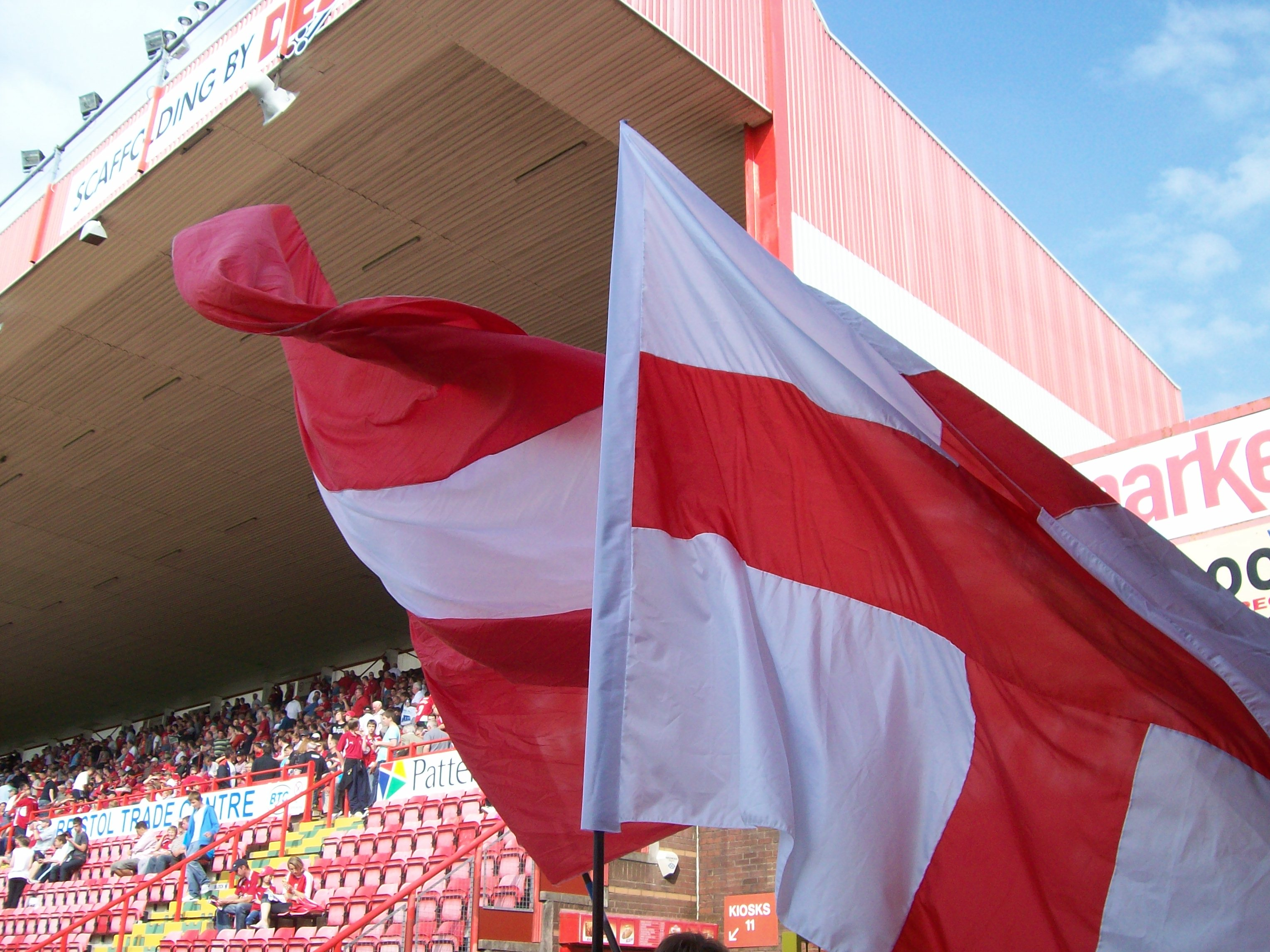
Một ví dụ về các lá cờ được sử dụng bởi "Ultras" trong Chân đế Đứng (The East End)
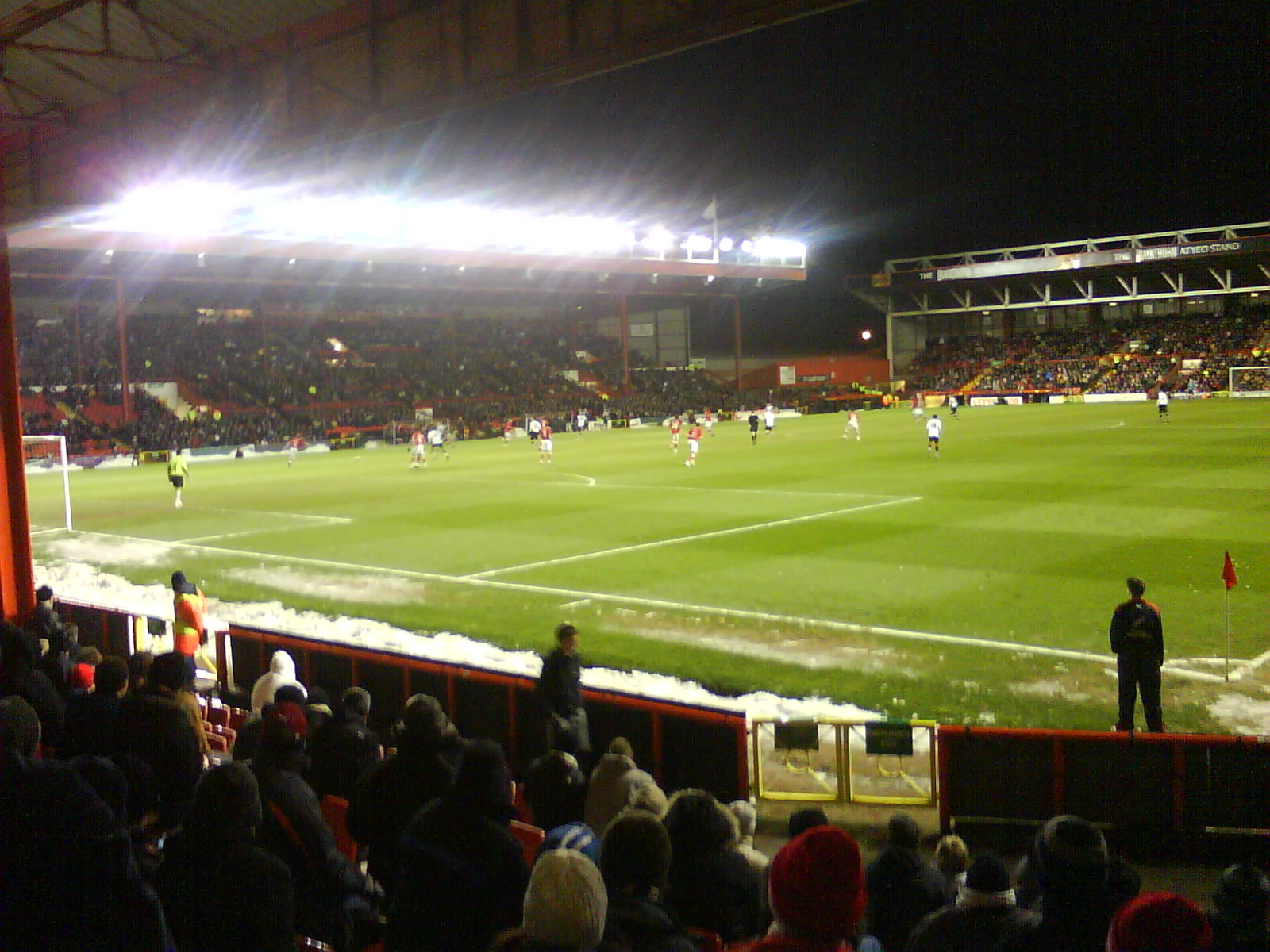
Xem từ phần chủ của Chân đế Đứng
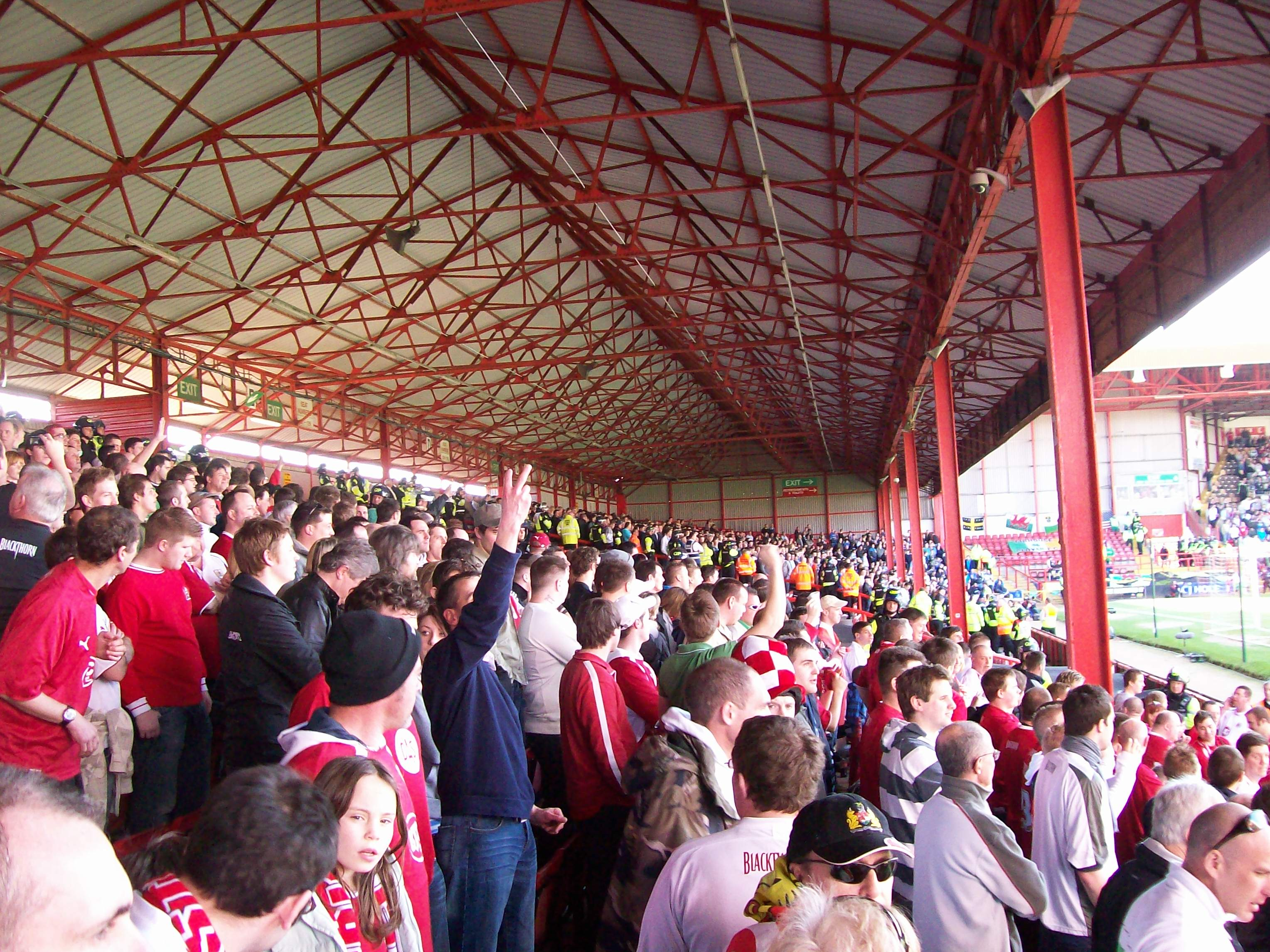
Bên trong Chân đế chống lại các đối thủ khốc liệt như Cardiff City
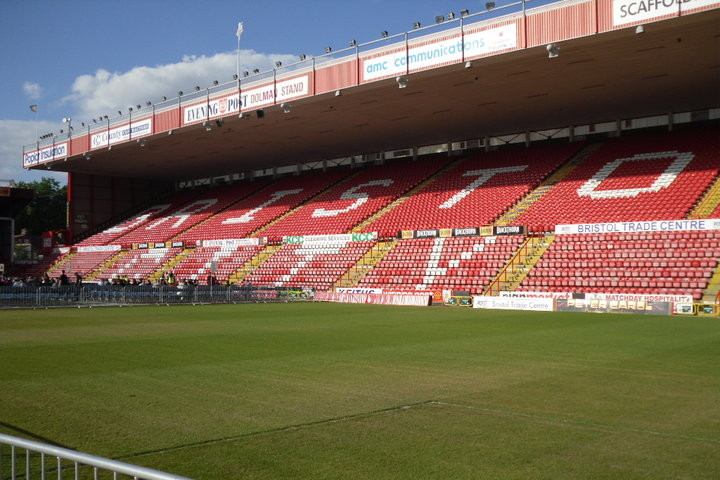
Mặt đất trống rỗng trước khi tổ chức một buổi hòa nhạc.

## Đội Nữ Bristol City
Đội bóng nữ được thành lập năm 1990 nhờ sự ủng hộ của nhân viên cộng đồng của CLB, Shaun Parker. Thành công nhất của đội là lọt vào bán kết FA Women's Cup năm 1994 và giành quyền thăng hạng lên Premier League năm 2004. Theo quyết định của FA chỉ trợ cấp cho một trung tâm tốt nhất ở Bristol, hai đội bóng lớn tuổi hơn bị giải thể vào tháng 6 năm 2008 và đội trẻ được sáp nhập với Bristol Academy W.F.C. Phần lớn các cầu thủ cao cấp, với HLV Will Roberts, đã chuyển đến trường đại học Bath vào mùa hè 2008 và hiện đang chơi với tư cách là đội bóng của AFC Team Bath Ladies tại Liên đoàn Bóng đá Nữ Kết hợp Tây Nam.

### Các danh hiệu
- FA Women's Premier League Southern Division:
  - Vô địch: 2003–04

## Fan hâm mộ đáng chú ý

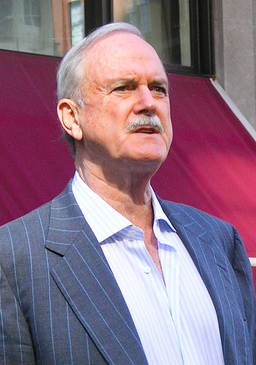
Diễn viên hài John Cleese của Monty Python là một fan của thành phố Bristol

Những fan hâm mộ đáng chú ý của Bristol City bao gồm:
- John Cleese – nghệ sĩ, diễn viên hài, Monty Python[13]
- Glyn Stone – giáo sư Lịch sử Quốc tế, University of the West of England[14]
- Russell Crowe – diễn viên[15]

- Tony Robinson – nghệ sĩ, diễn viên hài[16]
- Pete Budd – nhạc sĩ, The Wurzels
- Mark Watson – diễn viên hài
- Justin Lee Collins – diễn viên hài
- Jenson Button – tay đua công thức 1
- Marcus Trescothick – cầu thủ Cricket

## Các kỉ lục
- Kỉ lục thua đậm nhất ở mùa giải – 9–0 v. Aldershot F.C. (28 tháng 12 năm 1946)
- Kỉ lục thắng đậm nhất ở FA Cup – 11–0 v. Chichester City (5 tháng 11 năm 1960)
- Kỉ lục thua đậm nhất ở mùa giải – 0–9 v. Coventry City F.C. (28 tháng 4 năm 1934)
- Kỉ lục thua đậm nhất ở FA Cup – 0–6 v. Preston North End (5 tháng 1 năm 1897)
- Số khán giả đến xem đông nhất – 43,335 v. Preston North End (16 tháng 2 năm 1935)
- Số khán giả đến xem đông nhất (ở bất kì sân vận động nào) – 86,703 v. Hull City trong trận chung kết Play-off Championship tại sân vận động Wembley vào ngày 24 tháng 5 năm 2008
- Cầu thủ ra sân trong mùa giải nhiều nhất – 597, John Atyeo (1951–66)
- Cầu thủ ghi nhiều bàn trong mùa giải nhất – 314, John Atyeo (1951–66)
- Cầu thủ ghi nhiều bàn thắng nhất – 351, John Atyeo (1951–66)[17]
- Cầu thủ có số lần khoác áo đội tuyển quốc gia nhiều nhất – Billy Wedlock, 26 lần
- Cầu thủ ghi nhiều bàn trong một mùa giải nhất – 36, Don Clark (1946–47)
- Kỉ lục phí chuyển nhượng phải trả – 2.25 triệu bảng Anh đến Crewe Alexandra cho cầu thủ Nicky Maynard (tháng 7 năm 2008)
- Kỉ lục phí chuyển nhượng nhận được – 3.5 triệu bảng Anh từ Wolverhampton Wanderers cho cầu thủ Ade Akinbiyi (tháng 7 năm 1999)
- Kỉ lục chuỗi trận thắng trong mùa giải – 14; 9 tháng 9 năm 1905 – 2 tháng 12 năm 1905
- Kỉ lục chuỗi trận thua trong mùa giải – 7; 6 tháng 10 năm 2012 – 11 tháng 11 năm 2012
- Kỉ lục chuỗi trận bất bại trong các trận mùa giải – 24; 9 tháng 9 năm 1905 – 10 tháng 2 năm 1906
- Kỉ lục chuỗi trận mùa giải chưa thắng liên tiếp – 21; 16 tháng 3 năm 2013 – 22 tháng 10 năm 2013

### Số lần ra sân nhiều nhất
| #  | Tên            | Sự nghiệp            | Số lần ra sân |
| -- | -------------- | -------------------- | ------------- |
| 1  | Louis Carey    | 1995–2004; 2005–2014 | 646           |
| 2  | John Atyeo     | 1951–1966            | 645           |
| 3  | Trevor Tainton | 1967–1982            | 581           |
| 4  | Brian Tinnion  | 1993–2005            | 551           |
| 5  | Tom Ritchie    | 1972–1981; 1983–1985 | 504           |
| 6  | Gerry Sweeney  | 1971–1981            | 490           |
| 7  | Rob Newman     | 1981–1991            | 483           |
| 8  | Gerry Gow      | 1969–1981            | 445           |
| 9  | Geoff Merrick  | 1967–1982            | 433           |
| 10 | Scott Murray   | 1997–2003; 2004–2009 | 427           |

Hầu hết các sự xuất hiện của câu lạc bộ bao gồm cả sự xuất hiện thay thế trong tất cả các cuộc thi (ngoại trừ Gloucestershire Cup). Cập nhật ngày 29 tháng 12 năm 2013. Ghi chú: Vào ngày 29 tháng 12 năm 2013, Louis Carey đã phá vỡ kỷ lục về thành tích của Bristol City khi anh ấy thay vào chiến thắng 4–1 trước Stevenage. Anh đã vượt qua John Atyeo sau 47 năm và bây giờ là câu lạc bộ tất cả thời gian xuất hiện hàng đầu xuất hiện.